# Lưu Hà
Lưu Hà (tên đầy đủ Lưu Ngọc Hà) một nhà quay phim tài liệu người Mỹ gốc Việt. Ông từng giành giải Quay phim xuất sắc tại Liên hoan phim Việt Nam lần thứ 8 với tác phẩm đầu tay là bộ phim tài liệu Hà Nội trong mắt ai của đạo diễn Trần Văn Thủy. Với bộ phim này, bố của ông là nghệ sĩ Lưu Xuân Thư cũng giành được giải Biên kịch xuất sắc.
Năm 2001, Lưu Hà tham gia ghi hình video minh họa cho chương trình Những nẻo đường miền Tây và Những nẻo đường miền Trung của nghệ sĩ Vân Sơn, việc ghi hình của họ trong lãnh thổ Việt Nam bị kết luận là trái phép khi chưa được cấp phép sản xuất, biểu diễn. Đội ngũ sản xuất sau đó bị phạt 70 triệu đồng.

## Tiểu sử
Lưu Hà là con trai của nhà quay phim, nghệ sĩ ưu tú Lưu Xuân Thư và nghệ sĩ hóa trang Nguyễn Thị Lam. Lưu Hà hiện đã định cư tại Mỹ.

## Tác phẩm
| Năm  | Tác phẩm                                        | Đạo diễn        | Đồng quay phim               | Chú thích |
| ---- | ----------------------------------------------- | --------------- | ---------------------------- | --------- |
|      | 1/50 giây cuộc đời                              | Đào Trọng Khánh | Nguyễn Thước; Lê Hồng Chương | [ 11 ]    |
| 1983 | Hà Nội trong mắt ai                             | Trần Văn Thủy   | Không                        |           |
| 1984 | Điện Biên Phủ - Niềm hy vọng                    | Đào Trọng Khánh | Lưu Xuân Thư                 | [ 12 ]    |
| 1985 | Việt Nam – Hồ Chí Minh                          | Đào Trọng Khánh | Lê Mạnh Thích                | [ 13 ]    |
| 2000 | Những Ngôi Nhà Thờ Cổ: Bắc, Trung, Nam Việt-Nam |                 |                              | [ 14 ]    |

## Giải thưởng
| Năm  | Lễ trao giải                      | Phim                | Hạng mục           | Kết quả   | Chú thích     |
| ---- | --------------------------------- | ------------------- | ------------------ | --------- | ------------- |
| 1988 | Liên hoan phim Việt Nam lần thứ 8 | Hà Nội trong mắt ai | Quay phim xuất sắc | Đoạt giải | [ 15 ] [ 16 ] |